# Lembitu
Lembitu (talvolta in estone Lembit; XI secolo – dintorni di Viljandi, 21 settembre 1217) è stato un re degli antichi estoni della contea di Sakala (in Livonia settentrionale) e comandante militare nella lotta contro la conquista delle terre dell'odierna Estonia da parte dei cavalieri portaspada all'inizio del XIII secolo.
Si tratta dell'unico sovrano estone vissuto prima della crociata livoniana su cui si hanno alcune informazioni biografiche, nonostante venga menzionato dalle sole cronache di Enrico di Livonia.

## Biografia
Lembitu, latinizzato talvolta in Lambite, Lembito o Lembitus, compare per la prima volta nelle fonti nel 1211. Le truppe guidate da Lembitu si macchiarono dell'uccisione di un gruppo di missionari nella storica contea estone di Sakala (Sackalia) e effettuarono delle scorrerie fino a raggiungere Pskov, in futuro annessa alla Repubblica di Novgorod. Nel 1215, la fortezza di Lehola (Leal), residenza di Lembitu (situata vicino all'attuale insediamento di Suure-Jaani), fu espugnata dai tedeschi e il regnante venne fatto prigioniero: questi fu rilasciato due anni più tardi, nel 1217.
Lembitu è ricordato soprattutto per il tentativo di coalizzare tutte le varie tribù estoni per resistere alla conquista tedesca. Per realizzare il suo scopo, riuscì a radunare un esercito di 6.000 unità provenienti da diverse contee, ma nel corso di uno degli scontri, la battaglia del giorno di San Matteo nel settembre 1217, perse la vita sul campo di battaglia. A succedergli fu Unnepewe, suo fratello.

## Ricerca del cranio di Lembitu in Polonia
Sono state avanzate delle speculazioni secondo cui il teschio di Lembitu si troverebbe in un museo polacco. Durante gli anni '70, un gruppo di studenti biancorossi in visita in Estonia ha raccontato di un museo che ospita il cranio di un "re estone" con la descrizione "Rex Estorum". Nel 2017, l'Estonia e la Polonia hanno iniziato a ricercare il teschio, ma ad oggi la catalogazione è ferma per via degli innumerevoli reperti presenti negli oltre 5.000 musei situati sul territorio polacco.